# Масакр на Тузланској капији
Масакр на Тузланској капији или масакр у Тузли био је ратни злочин почињен над цивилима у Тузли 25. маја 1995. услед наводног артиљеријског напада Војске Републике Српске (ВРС) на град.
Између 25. и 28. маја 1995, на Тузлу је испаљено више артиљеријских пројектила са положаја ВРС близу села Пањик на планини Озрен, око 25 км западно од Тузле Дана 25. маја 1995. (рођендан Јосипа Броза Тита и Дан младости у бившој Југославији) у 20.55 часова, високоексплозивна фрагментација гранате испаљена је вучним комадом артиљерије 130 mm, који је детониран у делу града званом „Капија”. Погинула је 71 особа, а 240 је рањено. Све жртве су били цивили, а већина је била старости између 18 и 25 година. Градоначелник Тузле Селим Бешлагић истог дана дао је изјаву Савету безбедности Уједињених нација назвавши ВРС „фашистима” и позвавши „У име Бога и човјечности напокон употријебите силу”. НАТО је 25. и 26. маја извршио ваздушне нападе на складишта муниције ВРС у Палама након кршења зона искључења и гранатирања сигурних подручја УН-а.
Новак Ђукић, бивши официр ВРС, ухапшен је у Бањој Луци 7. новембра 2007. У време напада Ђукић је командовао Тактичком групом „Озрен”. Суђење му је почело 11. марта 2008. Ђукић је 12. јуна 2009. проглашен кривим и осуђен на 25 година затвора. Жалбено веће је 10. септембра 2010. одбило Ђукићеве жалбе као неосноване и потврдило првостепену пресуду од 12. јуна 2009. у целости. С друге стране, судски вјештаци из Чешке, Израела и Француске утврдили су да људи на Тузланској капији током рата у БиХ нису погинули од граната испаљених са српских положаја.
Премијер Републике Српске Милорад Додик 2009. године изјавио је да је напад инсцениран и довео у питање Масакр на Маркалама у Сарајеву. Општина Тузла поднијела је кривичну пријаву против Додика због ових изјава. Пријаву против Додика поднео је и Град Сарајево „због злоупотребе положаја и подстицања етничке, расне и верске мржње”. Канцеларија високог представника рекла је да је Додик негирао почињене ратне злочине и изјавио да „када такве искривљене чињенице долазе од службеника на положају високе одговорности, службеника који је дужан подржати Дејтонски мировни споразум и сарађивати са Хашким трибуналом, они су посебно неодговорни и подривају не само институције одговорне за подржавање владавине закона, већ и вјеродостојност самог појединца”.

## Балистички извјештај
На суђењу за утврђивање одговорности везано за овај инцидент учествовала су два судска вјештака. Први је Влада Костић из Београда, а други Берко Зечевић из Сарајева. Терећење Војске Републике Српске се заснива на тумачењима Берка Зечевића из Сарајева. Према мишљењу судског вјештака балистичара Владе Костића који је анализирао суду представљене доказе у вези овога инцидента, „није пронађен ниједан ваљан доказ којим којим би била потврђена кривица генерала Ђукића”, односно којим се доказује испаљивање пројектила са позиција Војске Републике Српске. Берко Зечевић је током суђења свједочио да се на фотографијама мјеста инцидента види доказ да је експлодирала испаљена граната, док Влада Костић тврди да „у криминалистичкој документацији нема ниједне фотографије на којој се може препознати водећи прстен”. Судски вјештак балистичар Влада Костић је оптужио вјештака Берка Зечевића да за „пропуст у свом вештачењу може да има за последице озбиљну законску одговорност”.
Судски вјештак Берко Зечевић у свом извјештају тврди да је граната испаљена са положаја Пањик на планини Озрен, док вјештак Влада Костић сматра да „нису створене ни реално правне основе за доказивање могућности долета пројектила са Пањика до Тузланске капије”. Вјештак из Сарајева Берко Зечевић је пред судом свједочио како је пројектил испаљен са раздаљине од око 27 километара, док судски вјештак Влада Костић из Београда сматра да је потпуно немогуће извести доказ да је Војска Републике Српске из топова руског поријекла типа М46, који су као половни купљени седамдесетих година двадесетог вијека, те годинама претходно кориштени за вјежбе Југословенске народне армије и рата током распада Југославије, а што је довело до великог степена истрошености цијеви, били у могућности да остваре максималан домет од око 27 километара.
Између осталог, судски вјештак Влада Костић сматра да Војска Републике Српске није одговорна за злочин убиства 71. цивила, те да је налаз вјештака Берка Зечевића у случају „Тузланска капија” био лажан и супротан налазима истражних органа. Влада Костић сматра да је генерал Новак Ђукић „осуђен као Србин и као политички кривац”, док је за сам злочин одговоран неко други.

## Споменик
Погинули су покопани у Меморијалном комплексу Слана Бања, а на месту трагедије постављено је обиљежје са именима погинулих и текстом:

## Оптужени за ратни злочин
Новак Ђукић, бивши официр Војске Републике Српске, ухапшен је у Бањој Луци 7. новембра 2007. године, због сумње да је учествовао у масакру. У време злочина он је био командант Тактичке групе „Озрен” ВРС. Ђукића су ухапсили припадници Агенције за истраге и заштиту (СИПА) и пребацили га у Сарајево, где је предат представницима државног тужитељства БиХ. Оптужени Ђукић терети се да је починио кривично дјело — Ратни злочин против цивилног становништва — из члана 173. став 1. тачке а) и б), у вези са чланом 180. став 1. Кривичног закона Босне и Херцеговине. Суђење му је почело 11. марта 2008. Ђукић је 12. јуна 2009. проглашен кривим и осуђен на 25 година затвора.
Дана 5. новембра 2019. у свечаној сали Дома војске Србије у Београду у организацији Министарства одбране Војске Србије одржана је промоција књиге Илије Бранковића Тузланска капија — режирана трагедија. Комесарка Савета Европе за људска права Дуња Мијатовић критиковала је промоцију књиге и навела како се у њој „фалсификују чињенице о злочину” који се догодио 1995. у БиХ. Промоцију књиге осудили су и бошњачки члан Председништва БиХ Шефик Џаферовић, Председница Одбора Европског парламента за стабилизацију и придруживање Србије Европској унији Тања Фајон и Иницијатива младих за људска права. Књига је промовисана и у Крушевцу 17. јануара 2020. и Краљеву 20. фебруара 2020.